# Byzantium
Byzantium és una pel·lícula de vampirs de 2012 dirigida per Neil Jordan. La pel·lícula és protagonitzada per Gemma Arterton, Saoirse Ronan i Sam Riley. Ha estat doblada al català.
Byzantium es va estrenar al Festival Internacional de Cinema de Toronto el 9 de setembre de 2012 i es va estrenar al Regne Unit el 31 de maig de 2013. La pel·lícula va rebre crítiques generalment positives.

## Argument
El 2010, un ancià, Robert Fowlds, recull una nota descartada que va deixar caure la vampira adolescent Eleanor Webb, que s'ha dedicat a escriure la seva vida i després llença les pàgines individuals al vent. Adonant-se del que és, el vell convida l'Elionor a casa seva i li diu que està preparat per a la mort. Eleanor procedeix a matar-lo i li consumeix la sang. En un altre lloc, la mare de l'Eleanor, la Clara, és perseguida del club de lap dance on ha estat treballant. Werner, membre dels germans vampírics, demana saber on és l'Eleanor i la captura després d'una llarga persecució. La Clara decapita Werner, li crema el cos i marxa de la ciutat amb la seva filla.
L'Eleanor i la Clara busquen santuari en un complex turístic costaner en ruïnes. Allà, la Clara posa els seus ulls en una ànima solitària anomenada Noel, que acaba d'heretar l'hotel Byzantium, un negoci abans pròsper que ha caigut en mal estat. L'Eleanor toca el piano en un restaurant i s'hi acosta un jove cambrer anomenat Frank, que la fa lluir. Després d'haver seduït Noel, la Clara converteix el Byzantium en un bordell improvisat i l'Eleanor s'uneix a la universitat local a la qual també assisteix Frank. Interessat pel seu passat, Frank pregunta a l'Eleanor, que escriu la seva història perquè la llegeixi. No s'ho creu del tot, ho ensenya al seu professor, Kevin.
La història, revelada en una sèrie de flashbacks al llarg de la pel·lícula, comença durant les Guerres Napoleòniques, quan una jove Clara es troba amb dos oficials de la Royal Navy, el capità Ruthven i el guardiamarina Darvell. Per consternació de Darvell, la Clara marxa amb Ruthven, que l'obliga a prostituir-se després de violar-la. Quan l'Eleanor neix el 1804, la Clara la deixa en un orfenat privat. Anys més tard, la Clara s'està morint del que sembla ser una tuberculosi quan el prostíbul rep la visita de Darvell, que s'ha convertit en vampir. Li dóna a Ruthven un mapa d'una illa on la gent es pot convertir en vampirs si estan disposats a morir. La Clara dispara a Ruthven a la cama, roba el mapa i es dirigeix cap a l'illa per convertir-se en vampir. Darvell troba la Clara i la porta als Germans, una societat secreta de vampirs que protegeix el secret del vampirisme.
Com que els seus membres han estat tradicionalment nobles masculins, estan consternats que una prostituta de naixement inferior s'hagi unit a les seves files, però decideixen salvar-li la vida, advertint-li que ha de complir el seu codi però que potser no juga cap paper a la seva Germandat. La Clara, sola i desesperada després del seu desterrament, visita secretament l'Eleanor a la nit. Poc després, la decisió de la Clara de salvar la Ruthven torna a perseguir-la, quan el capità venjatiu i ple de sífilis es presenta a l'orfenat d'Eleanor i l'arrossega al soterrani per violar-la. La Clara l'assassina brutalment, però és massa tard; Eleanor està condemnada a una mort lenta i dolorosa. Desesperada per salvar la vida de la seva filla, la Clara porta l'Eleanor a l'illa i la transforma en vampir, violant el codi dels Germans. Els germans comencen a caçar la Clara i l'Elionor.
Al segle XXI, Eleanor s'enamora de Frank i decideix ajudar-lo a convertir-se en vampir perquè puguin estar junts, ja que ell s'està morint de leucèmia. Abans de matar-lo, la Clara descobreix per Kevin que l'Eleanor li ha explicat a Frank del seu passat. Noel mor accidentalment, cau per l'eix de l'ascensor, quan la Clara intenta evitar que l'Eleanor surti de l'hotel i aconsegueix atrapar-la a l'ascensor. Mentre la Clara està fora tractant amb Frank, Darvell i Savella, el líder dels Germans, fent-se passar per policia, descobreix pel company de Kevin, Morag, on és la Clara i va a matar-la. La Clara marxa sense matar en Frank quan s'adona que l'Eleanor corre un perill mortal.
Els germans segresten Eleanor i la condueixen a un recinte de fira abandonat per destruir-la, només per ser aturats per la Clara. Després de matar Morag, Savella lluita contra Clara i finalment la sotmet. Savella lliura a Darvell la seva espasa, que va prendre a Bizanci durant la Croades, perquè pugui matar Clara. Darvell, que sempre ha tingut sentiments per la Clara, mata a Savella. Tornant a fugir, la Clara se'n va amb Darvell mentre l'Eleanor porta un Frank debilitat a l'illa perquè pugui convertir-se en vampir.

## Repartiment
- Saoirse Ronan com a Eleanor Webb
- Gemma Arterton com a Clara Webb
- Sam Riley com a guardiamarina Darvell
- Jonny Lee Miller com el capità Ruthven
- Daniel Mays com a Noel
- Caleb Landry Jones com a Frank
- Tom Hollander com a Kevin
- Maria Doyle Kennedy com a Morag
- Warren Brown com Gareth
- Thure Lindhardt com a Werner
- Uri Gavriel com a Savella
- Kate Ashfield com a Gabi
- Barry Cassin com a Robert Fowlds

## Llançament
La pel·lícula es va estrenar a l'Irish Film Institute el 28 d'abril de 2013 amb la presència del director Neil Jordan. També va rebre una projecció de catifa vermella a Hastings el 5 de juny de 2013.
La pel·lícula es va projectar al Festival de Cinema de Glasgow el febrer de 2013 amb la presència de Neil Jordan, Saoirse Ronan i Gemma Arterton.
La pel·lícula es va estrenar al Regne Unit el 31 de maig de 2013 i va rebre una estrena limitada a Amèrica del Nord el 28 de juny de 2013.

## Recepció
Byzantium va rebre crítiques generalment positives dels crítics de cinema. El juny de 2020, la pel·lícula té una puntuació d'aprovació del 66% a Rotten Tomatoes, basada en 120 ressenyes amb una puntuació mitjana de 6,4 sobre 10. El consens del lloc diu: "Director Neil Jordan segueix sent tan expert com mai quan es tracta d'establir un estat d'ànim esgarrifós, però Byzantium lluita per combinar la seva atmosfera esgarrifós i seductora amb una història adequadament convincent." Metacritic va donar a la pel·lícula una puntuació "generalment favorable" de 66 segons les ressenyes de 22 revisors mostrats.
El crític Steven Boone, escrivint per a Roger Ebert, va escriure que "la manera com la guionista Moira Buffini […] teixeix fils d'història, folklore, esperit feminista i temes universals és sorprenent", elogiant també el treball de càmera, però trobant-ne errors en la quantitat de violència.
Philip French, escrivint per a The Guardian, va trobar que "Byzantium és una pel·lícula complexa que combina una història de terror gòtica tradicional (encara que no s'adhereix a la llei tradicional dels vampirs), història social i un relat realista de fer front a una autèntica angoixa física".
Tant French com Boone opinaven que Byzantium es comparava favorablement amb l'anterior pel·lícula de vampirs del director Neil Jordan, Entrevista amb el vampir i amb altres pel·lícules de vampirs populars, amb Boone esmentant específicament la saga Crepuscle.

## Anàlisi temàtica

### Femenines vampires: la monstruosa femenina
Mitjançant l'explotació dels trops femení monstruós i vampir femení, Byzantium (2012) de Neil Jordan és una pel·lícula que explora la humanitat a través de les experiències del monstruós. Aquesta pel·lícula segueix la relació de dues vampires que després es revela que són mare i filla. En contrast amb la mare-vampira adoptiva vista a Crepuscle, la mare vampir (Clara) a Byzantium també és la mare biològica de la seva filla (Eleanor). Com a resultat, la pel·lícula de Jordan explora els temes de la maternitat instintiva, la humanitat i, sobretot, la feminitat.
Clara, com la matriarca vampir, encarna el femení monstruós i, per tant, "represent[a] [una] figura alliberadora i transformadora". El femení monstruós al cinema es basa en la subversió de les normes de gènere i en la recuperació de la feminitat; això s'exemplifica a través de la dicotomia entre la feminitat exterior de la Clara i els seus instints depredadors. Com a dona vampir, és evident que "malgrat la seva alineació física exterior amb el natural, es torna monstruosa". Hi ha moltes escenes a la pel·lícula en què Clara, una dona convencionalment atractiva, pot atraure les seves víctimes a una falsa sensació de confort abans de matar-les. Els espectadors poden estar inquiets per la seva "bellesa destructiva i l'encant de la feminitat" que entra en conflicte amb la brutalitat de les seves accions.

### Intersecció de la bruixa i el vampir
Curiosament, els monstres d'aquesta pel·lícula no s'anomenen "explícitament" vampirs, sinó que són soucriants. Segons Hobson i Anyiwo (2016), aquest terme "sorgeix del folklore caribeny de "bruixa vampir[es]". Les bruixes, al llarg de la història, han estat objectiu d'agressions masculines, i continuen existint com a símbols del poder femení, així com de la marginació. El grup governant de vampirs, la Germandat, emfatitza l'amenaça de la Clara a la seva existència, ja que l'anomenen bruixa mentre intentaven matar-la. La seva venjança i persecució durant segles paral·leles a la marginació i la persecució religiosa de dones "desviades" que es creu que són bruixes. Com a representació del femení monstruós , l'abraçada de la Clara a la seva feminitat i sexualitat és una constatació tangible de les pors patriarcals de la Germandat.

### Maternitat monstruosa
L'"arquetip de mare" és una característica predominant del femení monstruós. La maternitat monstruosa, al costat de l'explotació del gènere, emfatitza la fragilitat de les relacions humanes. El focus en la relació tensa i codependent entre mare i filla difumina les línies entre la monstruositat i la humanitat. La protecció de Clara de la seva filla, fins i tot en situacions en què no té l'avantatge sobrenatural, és una prova convincent de la seva força materna.
La maternitat monstruosa també es veu visualment a través de la transformació de la Clara en un vampir. Les històries de vampirs tradicionals sovint inclouen la transformació com una cosa íntima i sexual, una transformació que es produeix a partir de la mossegada d'un vampir. En aquesta pel·lícula, però, els humans són transformats per un monstre sense rostre que s'assembla exactament a ells. La naturalesa mirall del monstre obliga els individus a enfrontar-se al seu veritable jo, suggerint així que la vida eterna es realitza mitjançant la reconciliació de les imperfeccions i debilitats humanes. El renaixement de la Clara com a monstre etern li permet superar les seves susceptibilitats humanes i conciliar la seva maternitat i feminitat. Les cascades plenes de sang vistes després de la seva transformació, i les imatges menstruals posteriors reforcen l'acceptació de la Clara de la seva força, feminitat i feminitat destacant encara més la seva feminitat monstruosa.

### Explotació del Vulnerable
Els vampirs sovint serveixen com a símbol important d'alteritat i alienació, on el vampir, a través de la seva invisibilitat, destaca els sentiments d'alteritat que es poden reconèixer a les comunitats marginades. Per afavorir això, la dona vampir esdevé simbòlica d'"un objecte de repressió o abús patriarcal;” Clara es representa constantment com a inferior als seus homòlegs masculins, i la seva existència com a vampir femenina l'aliena inherentment a la Germandat patriarcal.
L'ús de les flashbacks per part de Jordan permet als espectadors empatitzar amb Clara alhora que emfatitzen la violència inherent al patriarcat. Durant la seva primera adolescència, la Clara és atreta per Ruthven, un capità de l'exèrcit, que recorda la temptació del diable d'Eva. A més, mentre s'allunyen, els espectadors queden sorpresos per la imatge inquietant de la noia innocent de vermell brillant. La seva vulnerabilitat és palpable, i la seva roba és paral·lela a Caputxeta Vermella emfatitzant encara més a Ruthven com el llop. Tot i que les seves accions explícites són inquietants, la protecció social que li ofereix l'exèrcit és símbol d'un mal institucional més gran. Al llarg de la història, els homes en posicions d'autoritat han utilitzat el seu poder per explotar i fer mal a les dones. reforçant així els valors i els sistemes patriarcals. Per afavorir la seva naturalesa malèvola, el nom de Ruthven ret homenatge a la literatura de vampirs primitiva en què aquest personatge és "un seductor i assassí misteriós, manipulador i immoral".
Després de la seva violació d'una jove Clara, Ruthven afirma "benvinguda a la teva vida adulta, puta". Aquesta agressió masculina del cos femení és aterridora, ja que els espectadors entenen que "[Clara] va ser presentada a la seva sexualitat a través de la violència sexual.” La brutalitat monstruosa de les seves accions "canviar[s] les qualitats i associacions del monstruós lluny de la dona vampir i cap a Ruthven." Per a les espectadores femenines, molts dels actes de violència comesos per Clara són representatius de la seva venjança contra els homes que abusen del seu poder i autoritat per maltractar les dones. Moltes dones en posicions similars sovint han fantasejat amb cercar la retribució dels seus agressors, i la venjança de la Clara pot ser una forma de catarsi per a elles.

### Invisibilitat del monstre
La invisibilitat és una característica recurrent del vampirisme, tant pel cinema com per la literatura. Més enllà de la subversió de les expectatives de gènere, la Clara i l'Eleanor desafien les normes tradicionals dels vampirs, ja que són físicament visibles. Es poden veure als miralls (com es veu a l'escena on mata un membre de la Germandat) i es poden moure a la llum. Tanmateix, a diferència de L'ànsia, en què la riquesa proporciona invisibilitat, La Clara és invisible a causa de la seva prostitució. Les persones vulnerables de la societat (és a dir, les treballadores sexuals) sovint són alterades i es considera que estan fora de la societat "acceptable". Com a resultat, són capaços de moure's a l'ombra amb el seu estatus social limitant la seva visibilitat. Si bé aquesta invisibilitat permet a Clara amagar-se de la Germandat, ha resultat fatal per a les poblacions marginades, ja que s'enfronten a un menor accés als serveis socials.

### Crítica a la pel·lícula
Per a molts, la representació de la Clara com una poderosa vampira està limitada per la seva representació com a prostituta durant els dos-cents anys de la seva vida. En la seva reunió amb la Germandat, després d'haver-se convertit, la Clara aspira a convertir-se en un àngel venjador per a dones agredides per homes; no obstant això, segueix sent una participant activa en el sistema d'explotació i recluta altres dones perquè també participin en el treball sexual. Tot i que alguns argumenten que "els dos-cents anys de treball sexual de la Clara es podrien entendre com una forma d’agència femenina," molts espectadors encara troben que les seves accions són el resultat de la seva vulnerabilitat a "narratives patriarcals de submissió, victimització i impotència". Per facilitant l'explotació de les dones, de manera similar a com va ser explotada, sembla perpetuar i beneficiar-se de l'explotació d'altres noies vulnerables. Independentment dels seus defectes, l'exploració de Byzantium del poder femení i la maternitat la converteix en un retrat convincent dels vampirs al cinema contemporani.